# Seiko Shimakage
Seiko Shimakage, född 16 februari 1949 i Sakata, är en japansk före detta volleybollspelare.
Shimakage blev olympisk silvermedaljör i volleyboll vid sommarspelen 1972 i München.